# Šutnja (televizijska serija)
Šutnja, hrvatska dramska kriminalistička serija autora Miodraga Sile i Nebojše Tarabe, temeljena prema romanima književnika i novinara Drage Hedla, "Izborna šutnja", "Ispovjedna tajna" i "Kijevska piletina" u kojima priča o dječjoj prostituciji i trgovini bijelim robljem, istinitim događajima koji su se zbili u Osijeku početkom 2010.
Serija je nastala u suradnji Hrvatske radiotelevizije, Drugog plana i koprodukcije u prvoj sezoni Beta Filma, Star Media, OLL.TV i ZDF/ARTE, u drugoj sezoni umjesto Star Mediu zamjenjuje Up Hub i ostaje samo Beta Film. Od ukupno 14 odabranih serija iz cijeloga svijeta uvrštena je u prestižni program "Berlinale Series Market", na kojemu se predstavljaju projekti iznimne umjetničke kvalitete i velikog tržišnog potencijala, gdje je prikazana u veljači 2022.
Serija je prikazana u Ukrajini na streaming platformi OLL.TV, 10. prosinca 2021., u Hrvatskoj je prikazana na prvom programu HRT-a, 7. ožujka 2022.
Na dan premijere prije prikazivanja prve epizode na HRT-u, ekipa serije uputila je ukrajinskim prijateljima i kolegama riječi podrške te još jednom osudili krvavu rusku agresiju koja prijeti uništenjem ne samo ljudskih života već i uništenjem svih civilizacijskih vrijednosti. S porukom:
Sada, suočeni s nepojmljivom prijetnjom, ne smijemo šutjeti već moramo govoriti glasno. U protivnom će nas šutnja odvesti u potpunu tamu.
Radnja serije smještena je u Osijeku i Kijevu, a problemi dječje prostitucije i trgovine bijelim robljem vješto su isprepleteni s preispitivanjem intimnih odnosa, gubicima i traumama glavnih junaka te ekonomskom i socijalnom slikom tranzicijskih društava.

## Radnja

### Prva sezona
Dramatični događaji odvijaju se u Hrvatskoj i Ukrajini. Prva djevojka se utopila, druga je umrla od predoziranja drogom. Glavni osumnjičeni za ove smrti, međutim, uskoro ispada da je nevin, i mrtav. Dok se detektiv Vladimir i novinar Stribor bore za rješavanje tih ubojstava u Hrvatskoj, Olgina nećakinja, ukrajinskog filantropa, nestala je u Kijevu. Olgin hrvatski suprug Ivan Hrvatic, jedan od najutjecajnijih ljudi u Osijeku, obvezuje se pomoći u istrazi. U međuvremenu, nestala djevojka pronađena je mrtva u Osijeku, ona je sada treća žrtva. Izgleda da serijski ubojica djeluje u Hrvatskoj. Vladimir, Stribor i Olga na kraju će doći do istine, ali ne prije nego što svaki od njih plati visoku cijenu za to. Novinar Stribor će morati zamijeniti svoje moralne principe, a detektiv Vladimir će možda morati strpati svoju bivšu ženu u zatvor zbog ubojstva. A Olgin sretan brak uskoro će biti ugrožen zbog šokantne priče o trgovini oružjem i mladim djevojkama u Europu.

### Druga sezona
Godinu dana od završetka prve sezone Olga se fokusira na humanitarnu pomoć u Ukrajini, dok je Stribor dočekao objavljivanje Horvatićeve autobiografije koja je postigla veliki uspjeh. Vesna radi kao glavna inspektorica na važnim slučajevima nakon što je napadnuta od strane Vladimira

## Pregled serije
Serija je obnovljena za drugu sezonu, koja se premijerno poćela prikazivati od 4. listopada 2023. na prvom programu HRT-a, dok na multimedijskog platformi HRTi je dostupna cijela druga sezona.
| Sezona | Epizoda | Premijera          | Finale             |
| ------ | ------- | ------------------ | ------------------ |
| 1      | 6       | 7. ožujka 2022.    | 11. travnja 2022.  |
| 2      | 6       | 4. listopada 2023. | 8. studenoga 2023. |

## Glumačka postava

### Glavni
| Glumac/glumica           | Lik                                   | Sezona |
| ------------------------ | ------------------------------------- | ------ |
| Ksenija Mišina           | Olga, voditeljica zaklade Romanchenko | 1 i 2  |
| Goran Bogdan             | Stribor, novinar                      | 1 i 2  |
| Darko Milas              | Inspektor Vladimir Kovač              | 1 i 2  |
| Sandra Lončarić          | Inspektorica Vesna Horak              | 1 i 2  |
| Leon Lučev               | Ivan Horvatić                         | 1 i 2  |
| Tihana Lazović           | Lana Kralj                            | 1 i 2  |
| Mijo Jurišić             | Načelnik Jakić                        | 1 i 2  |
| Iryna Verenych-Ostrovska | Alina, Olgina sestra                  | 1 i 2  |
| Branka Katić             | Mila                                  | 2      |
| Anđelka Prpić            | Novinarka Jelena                      | 2      |
| Iva Jerković             | dr. Mirjana Tomić                     | 2      |
| Domagoj Janković         | Ozren                                 |        |

#### Prva sezona
- Zlatko Burić kao Igor Kožul, svjedok, branitelj i ribič
- Viktor Saraykin kao Nikolaj, Olgin tjelohranitelj
- Andrey Isaenko kao Sergej Grinjov, direktor zaklade Romanchenko
- Dariana Isaenko kao Katja, Olgina kči
- Yelyzaveta Kolzova kao Julija
- Petro Ninyovsky kao Victor Kravchenko, fotograf
- Livio Badurina kao Dr. Vodopija

### Ostali
- Goran Marković kao Saša, urednik novina
- Vladimir Tintor kao Darko Pek
- Rada Mrkšić kao Vladimirova majka
- Zdenka Šustić kao Sanja, druga ubijena cura, Ivanina prijateljica
- Chiara Moretti Smolčić kao Ivana, prva ubijena cura, Sanjina prijateljica
- Aljoša Čepl kao forenzički tehničar
- Martina Mandek kao Mirna
- Olha Tsitsilinska kao Tanja
- Lajla Avdić kao Horvatićeva tajnica
- Areta Ćurković kao susjeda Mila
- Georgiy Povolotskiy kao Jegor (ukr. Iegor)
- Franjo Kuhar kao Dr. Bobetić, Kožulov psihijatar
- Miroslav Čabraja kao Roko
- Tatjana Bertok-Zupković kao Magda, bivša Kovačeva supruga
- Ihor Hnizdilov kao Pavel Krasjuk, načelnik kijevske policije
- Oleksandr Mironov kao Aleksej
- Goran Koši kao inspektor Gračan
- Jona Zupković kao Višnja
- Anastasiia Kolesnykova kao Marina
- Vjekoslav Janković kao , Policaj Vjeko, Matejev kolega
- Teodor Palm kao Filip
- Ivica Lučić kao Gost #1
- Đorđe Dukić kao Gost #2
- Filip Nola kao ravnatelj Delić
- Dean Lalić kao Krijumčar #1
- Tomislav Kostelac kao Krijumčar #2
- Anabela Sulić kao Djevojka #1
- Mladen Kovačić kao Matej
- Lota Ljubičić kao Djevojka iz doma #1
- Magdalena Živaljič Tadić kao Djevojka iz doma #2
- Hana Schönfeld kao Djevojka iz doma #3
- Tena Nemet Brankov kao Goga
- Marica Vidušić kao Ruža
- Draško Zidar kao odvjetnik Drago Majić
- Roman Yakymchuk kao Maks
- Josip Ledina kao Robert, prvi osumljičeni za ubojstvo Kožula
- Ivan Simon kao Vito, drugi osumljičeni za ubojstvo Kožula
- Gloria Bubelj kao liječnica hitne
- Kateryna Vaivala kao recepcionerka
- Goran Smoljanović kao Borko, IT-ijevac u policiji
- Iryna Melnyk kao Nikolajeva žena
- Maryna Koshkina kao Nikolajeva kćerka Nastja
- Olha Kviatkovska kao hostesa
- Duško Modrinić kao Darko
- Katarina Šestić-Baotić kao reporterka
- Roko Juka kao Beba
- Dražen Mirković kao čovjek u crnom
- Marina Kostelac kao glavna sestra
- Darko Stazić kao Branimir Radić
- Duško Modrinić kao Darko
- Katarina Šestić-Baotić kao reporterka
- Roko Juka kao Beba
- Dražen Mirković kao čovjek u crnom
- Marina Kostelac kao glavna sestra
- Blanka Bart kao Slavica
- Igor Golub kao Lukas Perić
- Ivan Rebić kao drugi muškarac
- Nika Barišić kao volonterka
- Ružica Maurus kao volonterka Bela
- Zdenko Brlek kao susretljivi susjed
- Meri Andraković kao čuvarica konja
- Maria Shtofa kao izbjeglica Maria
- Zoya Avdienko kao žena izbjeglica 2
- Nino Klobas kao policajac iz patrole
- Domgaoj Mrkonjić kao Mihail Janjić Miha
- Mladen Kovačić kao Matej
- Branimir Vugrinec kao Velimir Gačić
- Mijo Pavelko kao Janko Filc
- Petra Tunjić kao Ivanka Calkaš
- Matija Kačan kao Lucijan Matić

## Glazba
Glazba korištena u seriji:
| Sezona  | Epizoda | Pjesma                     | Izvođač                                            |
| ------- | ------- | -------------------------- | -------------------------------------------------- |
| 1. i 2. | 1. i 6. | Kad će zazelenit Slavonija | Đani Šegina                                        |
| 1       | 1.      | A Cossack Walked Stealthil | ukrajinska narodna pjesma                          |
| 1       | 2.      | Tu je moj dom              | Ivo Robić                                          |
| 1       | 3.      | Stari momci                | Đani Šegina                                        |
| 1       | 5.      | Cura bira momka            | Kvartet Studio                                     |
| 2       | 2.      | Sunčane ravni              | Tamburaški Orkestar Rkud Đuro Salaj Slavonski Brod |
| 2       | 4.      | Plavuša                    | Krunoslav Kićo Slabinac                            |

## Međunarodna emitiranja
| Država | Kanal       | Sezona | Premijera                         | Finale                           |
| --- | ----------- | ------ | --------------------------------- | -------------------------------- |
| Ukrajina                                                                                                   | OLL.TV      | 1      | 10. prosinca 2021.                | 7. siječnja 2022.                |
| Hrvatska                                                                                                   | HTV 1       | 1      | 7. ožujka 2022.                   | 11. travnja 2022.                |
| Hrvatska                                                                                                   | HTV 1       | 2      | 4. listopada 2023.                | 8. studenoga 2023.               |
| Hrvatska                                                                                                   | HRTi        | 2      | 4. listopada 2023.                | 4. listopada 2023.               |
| Hrvatska Bugarska Crna Gora Češka Mađarska Sjeverna Makedonija Poljska Rumunjska Slovačka Slovenija Srbija | HBO Max     | 1      | 12. travnja 2022                  | 12. travnja 2022                 |
| Hrvatska Bugarska Crna Gora Češka Mađarska Sjeverna Makedonija Poljska Rumunjska Slovačka Slovenija Srbija | HBO Max     | 2      | 9. studenoga 2023.                | 9. studenoga 2023.               |
| Hrvatska                                                                                                   | HTV 3       | 1      | 24. travnja 2022.                 | 29. svibnja 2022.                |
| Hrvatska Bugarska Sjeverna Makedonija Moldavija Slovačka Slovenija Srbija                                  | HBO         | 1      | 27. srpnja 2022.                  | 31. kolovoza 2022.               |
| Hrvatska Bugarska Sjeverna Makedonija Moldavija Slovačka Slovenija Srbija                                  | HBO         | 2      | 8. siječnja 2024.                 | 12. veljače 2024.                |
| Hrvatska Češka Mađarska Poljska Rumunjska Slovenija Srbija                                                 | HBO 3 HBO 2 | 1      | 24. srpnja 2022. 30. srpnja 2022. | 28. kolovoza 2022 3. rujna 2022. |
| Hrvatska Češka Mađarska Poljska Rumunjska Slovenija Srbija                                                 | HBO 3       | 2      | 7. siječnja 2024.                 | 14. veljače 2024.                |
| Hrvatska Češka Mađarska Poljska Rumunjska Slovenija Srbija                                                 | HBO 2       | 2      | 12. siječnja 2024.                | 16. veljače 2024.                |
| Francuska Njemačka                                                                                         | ARTE        | 1      | 16. veljača 2023.                 | 23. veljače 2023.                |

## Snimanje
Snimanje serija počelo je u ožujku 2021. na području Zagreba, snimanje je trajalo 38 dana u Osijeku i 18 dana u Kijevu gdje je i završeno u lipnju iste godine. –
Druga sezona je bazirana na drugoj Hedlovoj knjizi "Ispovjedna tajna" gdje se radnja seli u Beograd. Snimanje druge sezone iako je planirano za listopad 2022, počelo je 29. studenoga 2022. u Osijeku, snimanje je trajalo 11 tjedana i završeno je 20. veljače 2023. u Beogradu i Kijevu. U siječnju su se tražili statisti koji bi glumili ukrajinske izbjeglice, volontere i novinare u izbjegličkom centru. Obzirom da je u Ukrajini ratno stanje, u scenariju je dosta toga promijenjeno, iako rat nije osnova priče i nije fokus na tome nisu ga mogli ignorirati "Naši junaci svakako imaju poveznicu s ratom, posebno Olga na koju rat dosta utječe, i na nju i na odluke koje donosi" rekao je Dalibor Matanić za politički tjednik Nacional. Snimalo se i u Zagrebu gdje su se snimali interijeri koji su djelomično glumili Osijek i Kijev, kadrove iz Ukrajine snimala je ukrajinska ekipa koja je već surađivala sa serijom u prvoj sezoni, jer zbog situacije u Ukrajini bilo je teško i rizično putovati pa su ipak samo neke završne scene snimane u Kijevu. Kučki most je glumio granicu između Ukrajine i Mađarske (Kuče je bilo na ukrajinskoj strani a Rakitovec mađarsku stranu), snimanja na lokaciji su bila u noćnim satima kada nije bilo prometa.

## Nagrade
- 2022: Sarajevo Film Festival , nomininacije u kategorijama: 
  - Najbolja glumica u dramskoj seriji: Kseniya Mishina
  - Najbolji glumac u dramskoj seriji: Goran Bogdan
  - Najbolji sporedni glumac u dramskoj seriji: Zlatko Burić
  - Najbolji scenarij u dramskoj seriji: Marjan Alčevski

## Vanjske poveznice
- Šutnja u internetskoj bazi filmova IMDb-a